# 13478 Fraunhofer
13478 Fraunhofer è un asteroide della fascia principale. Scoperto nel 1976, presenta un'orbita caratterizzata da un semiasse maggiore pari a 1,9223758 UA e da un'eccentricità di 0,1153857, inclinata di 18,72097° rispetto all'eclittica.